# Орліна-Мала
Орліна-Мала (пол. Orlina Mała) — село в Польщі, у гміні Ґізалки Плешевського повіту Великопольського воєводства.
Населення — 70 осіб (2011).
У 1975-1998 роках село належало до Каліського воєводства.

## Демографія
Демографічна структура станом на 31 березня 2011 року:
|          | Загалом | Допрацездатний вік | Працездатний вік | Постпрацездатний вік |
| -------- | ------- | ------------------ | ---------------- | -------------------- |
| Чоловіки | 36      | 9                  | 24               | 3                    |
| Жінки    | 34      | 6                  | 21               | 7                    |
| Разом    | 70      | 15                 | 45               | 10                   |